# Pentane
Le pentane, ou n-pentane, est un alcane linéaire de formule C5H12.
Le terme pentane désigne aussi par extension abusive les deux autres isomères C5H12 : le 2-Méthylbutane (isopentane) et le 2,2-Diméthylpropane (néopentane). Ces diverses molécules comportent toutes cinq [en grec πέντε / pénte, « cinq »] atomes de carbone. Le cyclopentane, également avec cinq atomes de carbone, est de composition différente : C5H10.

## Utilisations
Le pentane est un solvant couramment utilisé en chimie organique.
Le pentane est un fluide frigorigène, de code R601. Dans certains circuits frigorifiques (congélateurs −80 °C par exemple), du pentane peut faire partie du mélange utilisé comme fluide frigorigène[source insuffisante]. Il est utilisé dans les thermomètres de basse température.

## Propriétés chimiques
Le pentane brûle dans l'air selon la réaction :
C5H12 + 8O2 —> 5CO2 + 6H2O